# Ibrahim Sangaré
Ibrahim Sangaré (* 2. prosince 1997 Abidžan) je profesionální fotbalista z Pobřeží slonoviny, který hraje na pozici defensivního záložníka za anglický klub Nottingham Forest FC a za národní tým Pobřeží slonoviny.

## Klubová kariéra
Sangaré zahájil svou mládežnickou kariéru v klubech Tout Puissant Koumassi a AS Denguélé z Pobřeží slonoviny.

### Toulouse FC
V roce 2016 se přesunul do akademie francouzského Toulouse.
Dne 22. října 2016 debutoval za Toulouse při remíze 0:0 s Angers. Do konce sezóny 2016/17 odehrál další 4 utkání a v následujícím ročníku francouzské nejvyšší soutěže se stal stabilním členem základní sestavy.
V létě 2020, po sestupu Toulouse do Ligue 2, Sangaré klub opustil. Během 4 sezón si ve francouzském klubu na své konto připsal 86 utkání, v nichž vstřelil 2 branky a připsal si dalších 5 asistencí.

### PSV Eindhoven
Dne 28. září 2020 přestoupil Sangaré za 7 milionů euro do nizozemského PSV Eindhoven a podepsal s klubem pětiletou smlouvu. V týmu se rychle stal jedním z nejdůležitějších hráčů a usídlil se v základní sestavě. Sangaré byl v listopadu 2021 vyhlášen hráčem měsíce v Eredivisie.
Dne 17. dubna 2022 Sangaré nastoupil při triumfu PSV nad Ajaxem ve finále nizozemského poháru.
Dne 7. srpna 2022 prodloužil Sangaré s klubem smlouvu do roku 2027, a to navzdory zájmu několika evropských velkoklubů. Sangaré klub opustil v létě 2023, a to po odehrání 140 soutěžních utkání, v nichž si na své konto připsal 15 branek a 10 asistencí. S klubem během tří let vyhrál třikrát nizozemský superpohár a dvakrát nizozemský pohár.

### Nottingham Forest FC
Africký záložník v létě 2023 přestoupil za třicet milionů liber do anglického Nottinghamu Forest.

## Reprezentační kariéra
Sangaré debutoval v reprezentaci Pobřeží slonoviny 30. listopadu 2014 v přátelském utkání proti Jihoafrické republice. Do reprezentace se Sangaré vrátil v červnu 2019 po téměř pětileté pauze, a to při výhře 3:1 nad Komorami.
V létě 2019 byl Sangaré členem výběru Pobřeží slonoviny na Africkém poháru národů 2019.
Sangaré, už jako stabilní člen reprezentační základní sestavy, reprezentoval svou rodnou zemi i na Africkém poháru národů v roce 2022, kde s týmem vypadl v osmifinále proti Egyptu.